# Slag om de Grebbeberg
De Slag om de Grebbeberg (11 - 13 mei 1940) is een episode tijdens de Duitse inval in Nederland, die werd gekenmerkt door hevige gevechten. Een Duitse legermacht van ongeveer 23.000 man probeerde bij de Grebbeberg ten oosten van Rhenen door de Grebbelinie te breken. Deze werd drie dagen lang tegengehouden door eenheden van het IIe Legerkorps - met name het 8e en 19e regiment infanterie- terwijl het Nederlandse leger reserves liet aanrukken. Op 13 mei mislukte een belangrijke Nederlandse tegenaanval ten noorden van de berg; tegelijkertijd werd op de berg zelf de achterste hoofdstelling onder de voet gelopen en brak het moreel van de reserves, continu bestookt door artillerievuur en die dag ook door duikbommenwerpers, waardoor ze naar het westen wegvluchtten. Er werd besloten de hele Grebbelinie te ontruimen; op 14 mei werd het Nederlandse Veldleger succesvol op de Nieuwe Hollandse Waterlinie, het oostfront van de Vesting Holland, teruggenomen.

## Achtergrond
Het Duitse Achttiende Leger, waarvan de hoofdsterkte bestond uit twee legerkorpsen, had de opdracht de Vesting Holland in te nemen. De Grebbelinie maakte deel uit van de verdedigingswerken van de hoofdverdedigingslinie ten oosten van de Vesting Holland. Eén korps, het 10e Legerkorps, zou de voor de hand liggende opmarsroute nemen over de IJssel voor een aanval vanuit het oosten. Het andere, het 26e Legerkorps, dat door Noord-Brabant moest oprukken, zou voor een strategische verrassing zorgen: luchtlandingseenheden zouden de Moerdijkbruggen en de bruggen bij Dordrecht en Rotterdam veroveren zodat het korps, versterkt door de 9e Pantserdivisie, de Vesting Holland direct vanuit het zuiden kon binnendringen om zo de Nederlandse verdediging, sterk op het oosten gericht, op het verkeerde been te zetten. De Luftwaffe zou een aparte luchtlandingsoperatie organiseren, bedoeld om Den Haag met regering en al in één klap in Duitse handen te laten vallen. Men hoopte zo de Nederlanders al meteen tot overgave te bewegen, maar ook als dat zou mislukken, nam men aan dat de onverwachte hoofdaanval vanuit het zuiden de Nederlandse verdediging binnen enkele dagen zou doen ineenstorten.
Een succesvol offensief tegen de Grebbelinie was niet essentieel voor het welslagen van dit plan — hoe dan ook zou een aanval daar de Nederlanders afleiden en hun krachten binden — maar het Duitse opperbevel ging ervan uit dat het Nederlandse leger zo zwak was dat de Grebbelinie snel doorbroken zou moeten kunnen worden, vooral omdat men abusievelijk veronderstelde dat de Nederlandse hoofdweerstand bij het oostfront van de Vesting Holland geboden zou worden, zoals inderdaad oorspronkelijk in de bedoeling gelegen had. Daarbij zouden bij een onverhoopte mislukking van de luchtlandingen, troepen verschoven kunnen worden naar het alternatief: de oostelijke aanvalsas.
De Nederlanders hadden twee legerkorpsen, met samen vier infanteriedivisies, in de linie opgesteld: in het noorden het IVe Legerkorps met de 7e en 8e Divisie en in het zuiden het IIe Legerkorps met de 2e en 4e Divisie. De Nederlandse divisies waren weliswaar 40% kleiner dan hun Duitse tegenhangers en zouden op 10 mei nog verder verzwakt worden doordat twee reservebataljons naar het westen gestuurd werden in reactie op de luchtaanval, maar de Duitsers hadden geen numeriek overwicht: men beschikte slechts over twee reguliere infanteriedivisies, 207. ID en 227. ID, en een Waffen-SS-Standarte of regiment. De manschappen van die infanteriedivisies waren meestal ook nog eens half getraind: het waren zogenaamde Dritte Welle - divisies die men in september 1939 had geformeerd uit territoriale eenheden, de Landwehr. Veertig procent bestond uit oudere mannen boven de veertig, veteranen uit de Eerste Wereldoorlog. Deze kern had men voornamelijk aangevuld met oudere reservisten die in mei de gevechtsopleiding nog niet voltooid hadden; slechts twaalf procent bestond uit volledig opgeleide jonge reservisten — deze laatste groep was echter oververtegenwoordigd in de echte gevechtsfuncties. Dit soort divisies kreeg niet de modernste wapens en vooral het aantal vrachtwagens was beperkt en daarmee de mobiliteit. Een laatste probleem was dat in de Poolse Veldtocht weinig ervaring was opgedaan, hoewel juist regimenten van 207 ID in de Poolse Corridor daadwerkelijk aan de gevechten hadden deelgenomen. Deze nadelen had men gecompenseerd door deze divisies een grotere sterkte aan manschappen te geven en daarbovenop de concentratie aan lichte ondersteunende wapens te verhogen.
Dat men met zulke derderangseenheden toch een snelle overwinning verwachtte te boeken, kwam doordat het Nederlandse leger er nog erger aan toe was. Niet alleen was dat al even halfgetraind en onervaren — het ontbrak aan professionele krachten en vooral binnen de verschillende staven waren ernstige tekorten aan goed opgeleide officieren — het bewapeningsniveau was dat van een leger uit de periode van de Eerste Wereldoorlog. Het aantal machinegeweren was een derde onder organieke sterkte en het aantal lichte ondersteuningswapens per divisie was erg laag: slechts 24 stukken 47 mm antitankgeschut, achttien mortieren en twaalf stukken licht veldgeschut. Op het laagste niveau hadden de groepen simpelweg geen mortieren en in een derde van de gevallen ook geen machinegeweren. Bij de Grebbelinie werd dit gedeeltelijk gecompenseerd doordat men veel kleine betonnen of gietstalen kazematten met een machinegeweer aangelegd had. Mochten die kazematten echter uitgeschakeld worden door vijandelijk vuur of omtrokken worden, dan was een flexibele verdediging erg lastig uit te voeren want daarvoor ontbrak het de eenheden aan vuurkracht en getraindheid: de verouderde zware Schwarzlose-machinegeweren waren te zwaar om ze eenvoudig te dragen; ook de veel talrijker maar eveneens verouderde lichte Lewis M.20 machinegeweren waren tamelijk log en werden daarbij geplaagd door een lage vuursnelheid en uitval door schokken. De Duitse eenheden voerden bij de aanval lichte mortieren met zich mee en licht 37 mm pantserafweergeschut dat ze gebruikten om machinegeweernesten uit te schakelen; deze methoden pasten de Nederlandse troepen helemaal niet toe.

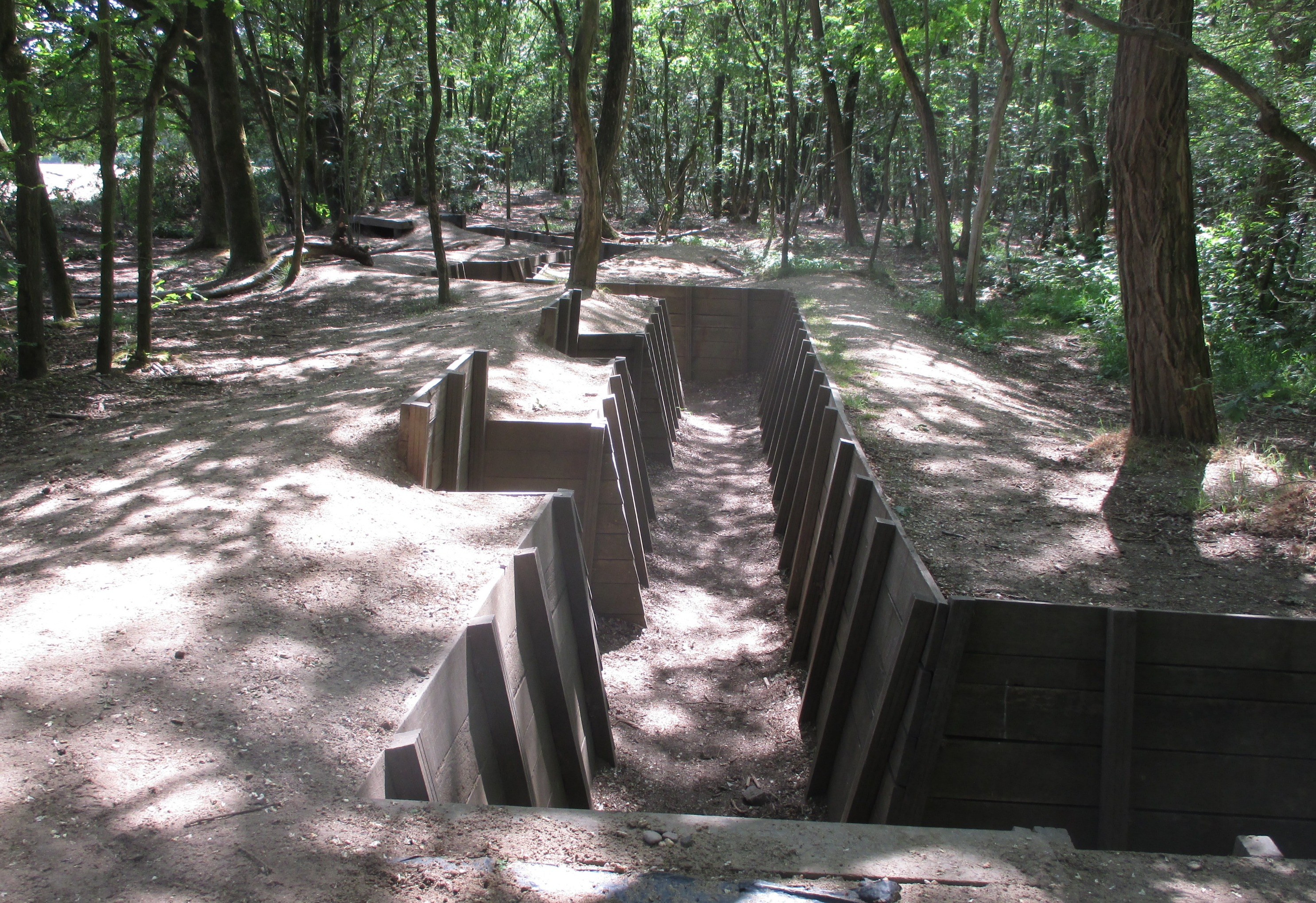
Gereconstrueerde loopgraaf op de Grebbeberg

De nadelen van een verouderde en ontbrekende bewapening werden nog eens verergerd door een gebrekkige inrichting van de stellingen. Sinds de Eerste Wereldoorlog had de infanterietactiek een snelle verandering ondergaan maar het Nederlandse leger had die ontwikkelingen maar half kunnen bijbenen. Voor een groot deel baseerde men zich nog op de typische stellingbouw uit de Eerste Wereldoorlog: de stellingen waren van oost naar west grofweg onderverdeeld in voorposten, frontlijn en stoplijn, waarbij "frontlijn" en "stoplijn" nog het karakter droegen van een ouderwetse continue eerste en tweede loopgraaf. Die kenmerken echter die de loopgraven van de Eerste Wereldoorlog zulke formidabele hindernissen gemaakt hadden: ruime open schootsvelden, hoge honderden meters diepe prikkeldraadversperringen en dichte mijnenvelden, ontbraken hier. Op foto's ziet men de loopgraven door een tamelijk ongeschonden en rustiek landschap kronkelen met een rijtje paaltjes ervoor waartussen wat draadjes gespannen zijn. Men had niet over durven gaan tot de totale kaalslag van 20.000 hectare die eigenlijk noodzakelijk was. Bovendien ontbraken de grote groepsschuilplaatsen en opslagcapaciteiten die de vroegere loopgraven wel kenmerkten. Moderne tactieken zoals zoneverdediging, waarbij eenheden niet langer naast elkaar in een loopgraaf werden opgesteld (wat ze kwetsbaar maakte voor artillerievuur en een doorbraak) maar in verdiepte stellingen, gevormd door elkaar ondersteunende "eilandjes", werden onvoldoende toegepast. Alleen in de voorposten en achter de frontlijn waren er diepere losse ondersteunende posities maar het effect daarvan was gering: doordat men het terrein onvoldoende geruimd had, waren er vele dode hoeken in het landschap die de vijand evenzovele kansen boden op een risicoloze infiltratie. Kazematten, hoe nuttig ook, konden dit niet opvangen, want die hadden de dode hoeken al ingebouwd zitten.

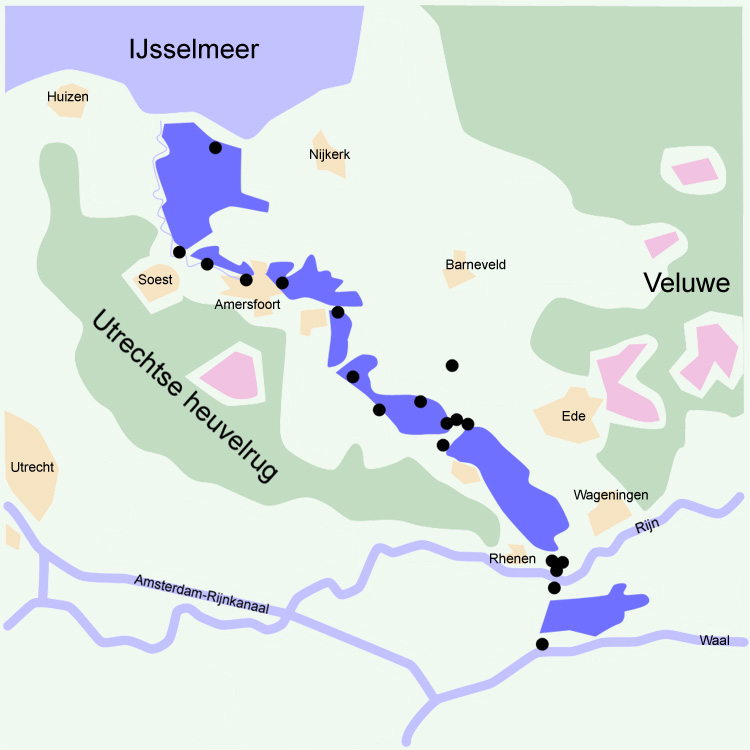
De Grebbelinie met in blauw de inundaties

De Grebbelinie had echter ook een sterk punt en dat vormden de inundaties. Grote delen van het voorterrein konden tot kilometers ver onder water gezet worden en dwongen de vijand zich te concentreren op de weinige accessen die een droge opmars garandeerden. Een van die toegangsroutes was de weg Wageningen-Rhenen. Doordat een (bomvrij) gemaal in het riviertje de Grebbe nog niet klaar was, was het voorterrein daar over een paar kilometer breedte droog en daarom werd dit uitgekozen als een van de twee aanvalsassen van het Duitse offensief tegen de Grebbelinie, die van de 207. Infanteriedivision.
Natuurlijk was dit voordeel van de zogenaamde "kanalisering" alleen werkelijk nuttig als de verdediger daar zelf ook zijn troepen concentreerde en wel liefst tot het maximum van deployering, zodat er een echte paswerking ontstond die de vijand het voordeel van een numerieke overmacht ontzegde. Dit nu werd door de Nederlanders grotendeels nagelaten. Men kon op de Grebbeberg in de breedte ongeveer een regiment infanterie tegelijkertijd inzetten en er lág ook een regiment Nederlandse infanterie, het 8e Regiment Infanterie van de IVe Divisie — maar dat was over vier stellingen in de diepte verspreid (bij de spoorlijn van Rhenen lag nog een laatste opvangstelling, de Ruglijn) zodat de aanvaller toch per stelling een drievoudig overwicht kon bereiken. Men had geen radicale keuze durven maken voor een bepaalde tegenconcentratie: men hoopte door de verdediging in de diepte voldoende tijd te winnen om de nodige reserves aan te laten rukken en vanuit de stoplijn eventuele vijandelijke penetraties te kunnen corrigeren.
Voor de bestorming van de voorste stellingen wilden de Duitsers het SS-regiment gebruiken, de SS-Standarte Der Führer. Ook de andere infanteriedivisie, de 227e, had eerst zo'n regiment toegewezen gekregen, de Leibstandarte SS Adolf Hitler, maar die was op 11 mei grotendeels van de Veluwe teruggeroepen om in Noord-Brabant ingezet te worden nadat daar op 10 mei de spoorbrug van Gennep in Duitse handen gevallen was en de Peel-Raamstelling doorbroken. De SS-troepen waren ideaal voor zo'n opdracht. Ze waren jong, fysiek volkomen fit, goed getraind en hadden een zeer goed moreel tot op het fanatieke af. Onderofficieren en sommige groepen waren uitgerust met een pistoolmitrailleur, zoals de MP38, waardoor de SS-eenheden in het directe gevecht een overwicht aan vuurkracht hadden. Toch kan men Der Führer niet simpelweg als een militaire elite-eenheid beschouwen. De manschappen hadden geen enkele gevechtservaring (behalve het straatgevecht) en het Duitse leger had een lage dunk van de SS'ers, waarvan men de training als onvoldoende beschouwde.

## De slag
Na hevige gevechten wisten de Duitsers op zaterdag 11 mei de voorpostenlijn in te nemen en op zondag 12 mei door de frontlijn te breken. Op 13 mei 1940 werd ook de Stoplijn doorbroken; een grote Nederlandse tegenaanval door vier bataljons mislukte en er brak door een luchtbombardement massale paniek uit bij de troepen in de ruglijn waarna het Nederlandse Veldleger zich losmaakte van de vijand en terugtrok op de stellingen van het oostfront van Vesting-Holland, de Nieuwe Hollandse Waterlinie.

### 11 mei

#### De voorpostenlijn valt
In de morgen van de 11e mei wilden de Duitsers al een eerste aanvalspoging wagen. Voor de hele doorbraak waren zo'n 23.000 man bestemd: ruim 17.000 man bij de infanteriedivisie en de rest bij het SS-regiment. Het Nederlandse regiment had zo'n 2500 man en op het eerste gezicht lijkt het dan ook dat de Duitsers een forse overmacht bezaten. In feite lagen de verhoudingen echter aanzienlijk minder ongunstig. Van de Duitse troepen kon maar een minderheid tegelijkertijd ingezet worden. Dat kwam de Duitsers niet eens zo slecht uit want de 207. ID was op dat moment nog in volle opmars. De artillerietractie en de bevoorrading moest, zoals bij de meeste Duitse divisies, nog grotendeels met paard en wagen geschieden. Het SS-regiment was echter volledig gemotoriseerd en had zich op tijd gereed kunnen maken voor de aanval die met twee bataljons uitgevoerd zou worden, het 1e en het 3e; een derde werd in reserve gehouden, het bataljon dat de dag tevoren bij de IJssellinie te Westervoort de hardste strijd had moeten leveren.
De Duitsers konden echter niet meteen de hoofdweerstandslijn aanvallen: zo'n twee kilometer daarvoor lag nog de Voorpostenlijn, de ruim twee kilometer tussen de zuidelijke rand van de inundatiestrook en de Nederrijn opvullend. Die lijn werd bezet door twee compagnies van het 3e bataljon van het 8e Regiment (III-8 RI): het 3e in het noorden en het 1e in het zuiden. Over die hele Voorpostenlijn genomen hadden de Duitsers dus ongeveer een viervoudig overwicht. De voorposten waren grotendeels opgebouwd uit zogenaamde semipermanente veldversterkingen; stellingen opgebouwd uit grond, zandzakken en hout. Slechts aan de dijk, vlak bij de Nederrijn, stond een enkele kazemat. Deze compagnies waren versterkt met een compagnie zware mitrailleurs van vier secties, waarvan echter acht mitrailleurs in onderhoud waren, en een sectie van II-19 RI. Ieder van de dertien aanwezige Nederlandse secties had drie machinegeweren. Die wapens probeerde men zo goed mogelijk tegen vijandelijk artillerievuur te beschermen in een "scherfvrije opstelling", een soort houten bunkertje. Hierdoor creëerde men echter vele dode hoeken. Het effect van die dode hoeken werd niet door nevenopstellingen tenietgedaan, waardoor sommige terreinhoeken alleen met handwapens konden worden bestreken. Door het aanbrengen van een hoge rugwering (parados) aan de achterzijde van een opstelling kon men vanuit een derde van de omtrek helemaal geen vuur uitbrengen indien men enigszins in dekking gedwongen werd. Daarnaast was het grootste deel van het gebied niet geruimd in de schootsvelden en waren dijken en gebouwen aanzienlijke obstakels. Hierdoor kon de vijand op vele punten ongezien naderen — hoewel hijzelf hierdoor ook weinig zicht op de stellingen had. De Nederlandse manschappen spraken van "muizevallen". De Duitsers konden hierdoor een aanvalstactiek met twee teams toepassen waarbij succes vrijwel verzekerd was. Eerst bepaalde men waar de dode hoek van het machinegeweer van de stelling lag. Eén team plaatste daar zelf een machinegeweer om de verdedigers te dwingen in dekking te gaan; in de dode hoek rukte men dan veilig op met een stoottroep. Bij de stelling aangekomen wierp die handgranaten in de loopgraven en besprong dan de stelling al vurend met automatische wapens, waar de verdedigers met hun grendelgeweren weinig tegenover konden stellen. Voor het zover was moest echter een, aan de zuidelijke kant droogstaande, tankgracht overschreden worden die de voorste begrenzing van het stellingssysteem vormde. Als zodanig was die gracht vrij nutteloos want de Duitse troepen beschikten bij de Grebbelinie over geen enkele tank, maar het vormde toch een lastig obstakel, een soort harde korst die eerst gebroken moest worden.
Na een korte inleidende artilleriebeschieting drong het 1e SS-bataljon vanaf 10:00 op aan de uiterste noordkant van de Voorpostenlijn, waar het van rechts geen flankerend vuur te duchten zou hebben. Dit stukje werd nog net bezet door de 1e sectie van de 3e compagnie van het 3e bataljon van naastliggende 19e Regiment, (dus 1-3-III-19 RI), een eenheid die dus eigenlijk onder een heel ander commando stond. Dit soort sectorgrenzen vormt altijd een zwak punt in de verdediging. De Duitsers hadden hier lokaal een zesvoudige overmacht.
Rond het middaguur brak het moreel van de sectie en men trok naar het westen weg in plaats van naar het zuiden, zo een open flank creërend voor de zuidelijker eenheden. Men had niet voldoende troepen gehad om het hele terrein tot aan de hoofdweerstandslinie te vullen en door de vele boomgaarden kon men van daaruit ook geen effectief ondersteunend vuur geven om de flank te dekken. Doordat de inleidende artilleriebeschieting de telefoonkabels had doorsneden en het enige radioapparaat uitviel, kon door de Nederlanders geen eigen ondersteunend artillerievuur aangevraagd worden. De Duitse troepen wisten op dit punt gebruik te maken van de dekking van een dijk, lopend van west naar oost, totdat ze in de rug van de overige verdedigers kwamen. Langzaam werd daarna vanuit het noorden de hele Voorpostenlijn van achteren opgerold.
Rond het middaguur was ten zuiden van de weg Rhenen-Wageningen ook het andere bataljon frontaal opgetrokken tegen de Nederlandse voorposten. Dit vorderde langzaam en men moest een aantal pittige gevechten voeren, met name rond een sectie-opstelling van de SMI Blom die zeer hevig weerstand bood. Toen deze laatste groep zich rond 18:00 uur overgaf, was de voorpostenstrook geheel in Duitse handen. Voor een aanval op de Frontlijn wilde de SS eerst reorganiseren. De aanval werd gepland voor de nacht van 11 op 12 mei.
In de avond reed een aantal pantserwagens over de weg Wageningen-Rhenen op naar het Hoornwerk aan de Grebbe, een 18e-eeuws bolwerk dat de toegang van de hoofdweg de berg op blokkeerde. Een 47 mm pantserafweergeschut in een kazemat stelde met enkele schoten een voertuig buiten gevecht; dit zou een van de weinige keren zijn dat pantservoertuigen op dit strijdtoneel gevechtscontact zouden maken. Doordat ze niet over rupsbanden beschikten, was het kleine aantal Duitse verkenningspantserwagens niet geschikt voor het doorbreken van vijandelijke stellingen; ze zouden de komende twee dagen meestal achter de infanterie de hoofdweg beschermen.

#### Nederlandse reacties
In de boeken van na de oorlog wordt nog weleens de indruk gewekt dat de verdedigers van de voorpostenstrook zich niet erg dapper geweerd zouden hebben. Latere analyses toonden echter aan dat ze vrij hardnekkig weerstand hebben geboden. Van een massaal op de vlucht slaan of zich overgeven was geen sprake; zoiets werd ook voorkomen door de meer verspreide opstelling. Iemand die al meteen op 11 mei een foute indruk kreeg, was de commandant van het IIe Legerkorps, generaal-majoor Jacob Harberts. Harberts wist dat de Wehrmacht maar een klein aantal gemotoriseerde divisies bezat (in feite vier) en nam terecht aan dat men die niet op het onbelangrijke Nederlandse strijdtoneel zou inzetten. Het leek hem dan ook erg onwaarschijnlijk dat de Duitsers al zo vroeg tot een krachtige aanval in staat waren. Normaal zou zo'n aanval voorafgegaan worden door zware artilleriebeschietingen en die hadden zich niet voorgedaan. Ook zou het normaal zijn als nog eerder met vuurverkenningen door kleine afdelingen stoottroepen de vijandelijke linie afgetast zou worden om daar de zwakke plekken te ontdekken. Toen hem het bericht bereikte dat de voorposten gevallen waren, trok hij de conclusie dat die zich meteen aan zulke eenheden moesten hebben overgegeven. Dit bevestigde hem in zijn oordeel dat het moreel van de troepen slecht was; er was volgens hem sprake van "ergerlijke lafhartigheid bij kader en manschappen". Hij beval een nachtelijke tegenaanval door het reservebataljon van de 4e Divisie (II-19 RI) om de voorpostenstrook weer van vijanden te zuiveren, waarvan hij het aantal op een honderdtal schatte. Deze aanval mislukte echter doordat al bij het begin van de opmars de niet geïnformeerde troepen in de Stoplijn paniekerig op de eigen soldaten begonnen te vuren en omdat de commandant van het betreffende bataljon weinig doortastend optrad. Voordat de orde was hersteld, was het nachtelijk duister alweer voorbij en werd de aanval afgelast en het bataljon weer teruggetrokken. Een onbedoeld gunstig effect was echter dat het ondersteunende Nederlandse artillerievuur op de voorpostenstrook de Duitsers deed besluiten van hun eigen geplande nachtelijke aanval af te zien.
Op de 11e mei kreeg Harberts ook het bericht dat 's morgens een commandant van een sectie antitankgeschut, sergeant Chris Meijer, met kanon en al de Stoplijn — waar zich toen nog geen Duitser getoond had — ontvlucht zou hebben en ver achter de linies gearresteerd was. Harberts stelde een krijgsraad in die hij de opdracht gaf Meijer, indien schuldig aan desertie, als "afschrikwekkend voorbeeld" ter dood te veroordelen. De generaal handelde in dit geval weer vanuit de overtuiging dat alleen harde maatregelen het moreel overeind zouden kunnen houden. Sergeant Meijer werd op 12 mei geëxecuteerd, de enige militair die dit in de Meidagen overkwam, overigens zonder dat hieraan ruchtbaarheid kon worden gegeven. De ontwikkelingen op het slagveld voorkwamen enig positief effect op het moreel.
Een zeer controversiële kwestie vormt het vraagstuk of de SS'ers zich bij de aanval op de voorposten schuldig hebben gemaakt aan oorlogsmisdaden. De SS-soldaten maakten met hun doortastende optreden, moderne camouflagekleding en automatische wapens een grote indruk op de Nederlandse verdedigers; dat leidde ertoe dat de latere gevechtsverslagen — die altijd geneigd zijn de kracht van de vijand te overschatten — een wat overtrokken beeld gaven van hun effectiviteit en fanatisme. In sommige boeken van na de oorlog, vooral die welke een sterk apologetisch karakter droegen, werd dit verbonden met de nationaalsocialistische achtergrond van de Waffen-SS, zodat de karikatuur ontstond van zwaarbewapende bloeddorstige elitesoldaten, gedreven door een fanatieke en misdadige ideologie, die er niet voor terugdeinsden om, als ze het ondanks hun grote overwicht toch niet konden winnen, hun toevlucht te nemen tot lafhartige trucs om de strijd in hun voordeel te beslechten. Daartoe zou dan bijvoorbeeld ook het massaal misbruiken van Nederlandse krijgsgevangenen als "menselijk schild" behoord hebben.
De krijgshistorici Herman Amersfoort en Piet Kamphuis poogden in hun boek Mei 1940 — De strijd op Nederlands grondgebied uit 1990 de zaak tot zijn ware proporties terug te brengen. Volgens deze schrijvers bleven de schendingen van het oorlogsrecht beperkt tot enkele incidenten. In het heetst van de strijd werd soms aan groepen Nederlanders niet de gelegenheid geboden zich over te geven; in één geval werden drie Nederlandse soldaten onder onduidelijke omstandigheden na overgave neergeschoten, waarvan er twee stierven. Daarnaast werden Nederlandse krijgsgevangenen gedwongen in gevaarlijke omstandigheden werkzaamheden te verrichten. Het gebruik van menselijke schilden zou geen gevolgen hebben gehad voor het krijgsverloop.
Het boek riep verhitte tegenreacties op waaronder een brochure uit 1995: Geschiedvervalsing over de meidagen van 1940. Kiest Defensie vóór de SS en tégen haar veteranen? door W.D. Jagtenberg, die stelde dat er sprake was van structurele schendingen door de SS van het oorlogsrecht. Toen het bekend werd dat er een tweede, herziene, druk van Mei 1940 zou gaan verschijnen, spanden verschillende veteranen- en andere organisaties in 2000 een kort geding aan waarin ze een rectificatie van de eerste druk eisten en een verbod om de omstreden passages in de tweede druk te herhalen. Men stoorde zich vooral aan het feit dat de handelingen van de SS gerelativeerd waren door het aanhalen van een vermeend geval van schending aan Nederlandse zijde: soldaat Migchelbrink zou op 11 mei na zijn overgave nog een SS'er hebben neergeschoten. Deze eis werd door de president van de Haagse rechtbank afgewezen nadat de auteurs verklaard hadden hun beschrijving van de "zaak Migchelbrink", waarover tegenstrijdige getuigenverklaringen bestaan, te zullen aanpassen. In 2005 publiceerde Amersfoort een apart boek over het vraagstuk: Ik had mijn roode-kruisband afgedaan, dat opnieuw een controverse veroorzaakte.

### 12 mei

#### De Frontlijn wordt doorbroken

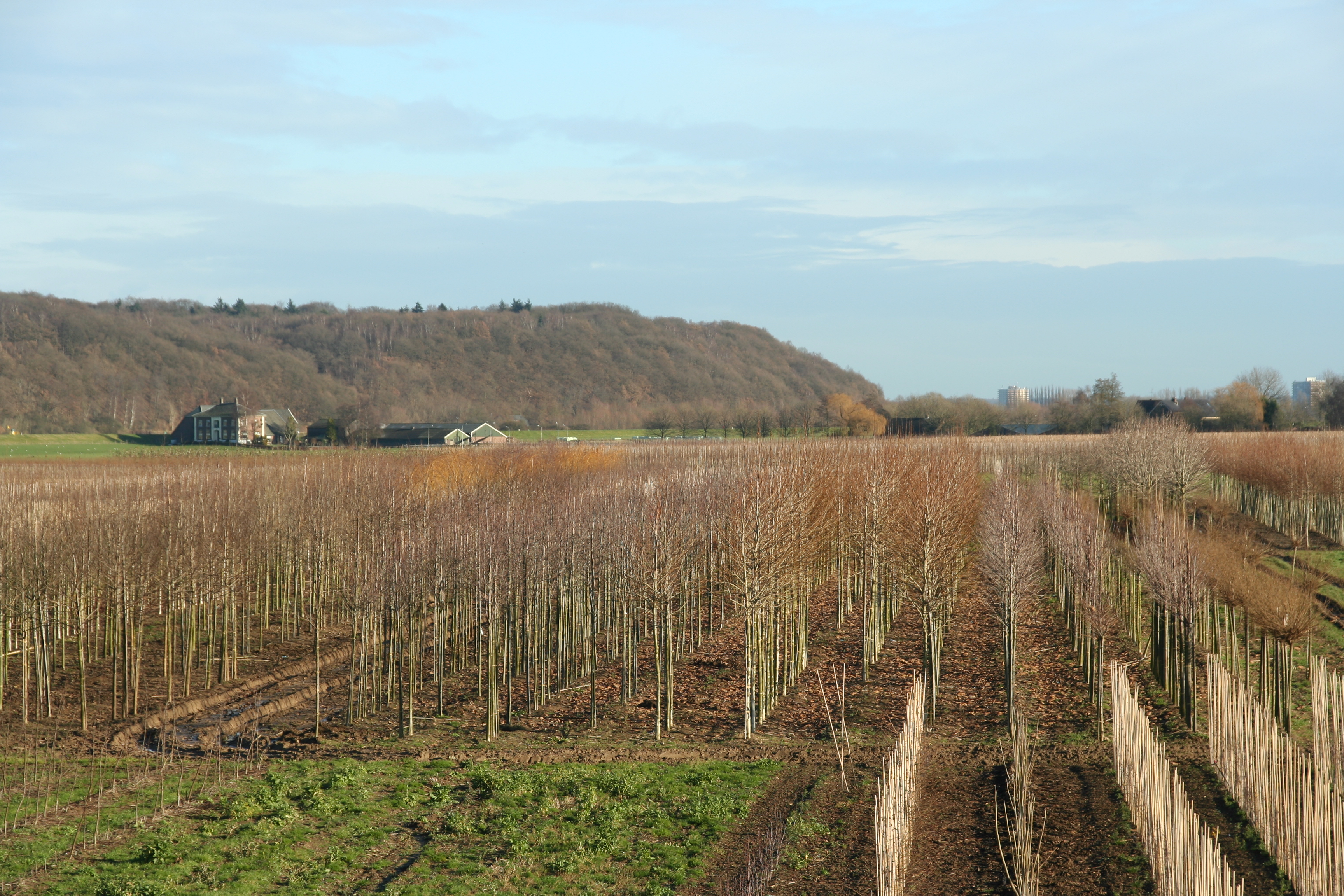
De Grebbeberg vanuit het zuiden gezien; de hellingen aan de noord- en oostzijde zijn veel geleidelijker.

Nu bleek dat de Grebbelinie de Nederlandse hoofdweerstandsstelling was, besloot de commandant van de 207. Infanteriedivision, luitenant-generaal Carl von Tiedemann op 12 mei een krachtige poging tot doorbraak te ondernemen, nu de Grebbeberg op. De andere divisie van het 10e Legerkorps, 227. Infanteriedivision, was nog niet klaar voor de geplande aanval bij Amersfoort, dus voorlopig zou alleen in zijn sector de Grebbelinie aangevallen worden. Opnieuw zou het SS-regiment voor de bestorming gebruikt worden. Het 1e bataljon daarvan, dat op de 11e het meeste werk gedaan had, ging in reserve om wat bij te komen, dus weer zou de aanval uitgevoerd worden door twee bataljons, het 3e en het verse 2e.
De Frontlijn werd in deze sector verdedigd door vier compagnies: het 1e en 2e van II-8 RI en het 1e en 2e van I-8 RI (beide bataljons hadden nog een compagnie in de Stoplijn liggen). Deze waren versterkt door delen van een mitrailleurcompagnie (16e M.C.) en een sectie pantserafweergeschut die zes kazematten bemanden. De Duitse troepen zouden dus maar een overmacht hebben van twee op een, in aanmerking genomen dat de Duitse eenheden anderhalf keer groter waren. Daarbij kwam dat in de voorste begrenzing van de Frontlijn vrij veel machinegeweren geconcentreerd waren. Die konden ten noorden van de autoweg geen verreikend vuur uitbrengen op het voorterrein omdat dit niet geruimd was en dit vormde op zich een voordeel voor de aanvaller die gedekt kon oprukken; sloten en de Grebbedijk boden daarvoor een verdere bescherming. Aan de andere kant maakte dit het ook moeilijker de verdedigers in dekking te dwingen: er waren door het grote aantal verdedigende machinegeweren geen dode hoeken waaruit men veilig dekkingsvuur kon afgeven en het zou ook zelfmoord zijn de stelling daarvoor op zo'n korte afstand te naderen. Opnieuw was er dus een harde korst, ten dele samenvallend met de Grift, waar men eerst doorheen moest breken. Dit probleem loste men op twee manieren op: op de eerste plaats werd alleen de sector van de twee middelste compagnies aangevallen, zodat men daar lokaal een viervoudige overmacht had. De tweede oplossing was standaard voor zulke gevallen: men zou eerst proberen de vijandelijke stelling door indirect vuur van de artillerie zo veel mogelijk te verwoesten in de hoop dat de machinegeweren uitgeschakeld zouden worden en het moreel van de verdedigers gebroken. Von Tiedemann zette daarvoor alle artillerie in waarover hij op dat moment de beschikking had: vier afdelingen. Twee batterijen 15 cm en een batterij 10,5 cm brachten vuur uit om het Hoornwerk — het bastion dat als eerste moest worden genomen — in puin te schieten. Drie afdelingen beschoten de overige delen van de Frontlijn en legden storend vuur op Rhenen en de Stoplijn.
Het bombardement duurde tot 12:40 en concentreerde zich op het eind op de voorste linie. Ondertussen drongen de twee SS-bataljons op naar de rand van de boomgaarden. Dat afzwaaiers de eigen troepen raakten werd op de koop toe genomen. De Nederlandse artillerie begon ook te vuren maar haar vuur lag veel dieper op de voorpostenstrook om te verhinderen dat Duitse versterkingen zich konden opbouwen. Von Tiedemann was echter niet van plan met zijn hele divisie in de aanval te gaan. Er was op divisieniveau besloten geen vuur af te geven op het terrein vlak voor de Frontlijn, uit angst de eigen troepen te raken. Nauwkeurig tegenvuur op de Duitse batterijen was door de tekortschietende luchtverkenning en een falende akoestische lokalisering uitgesloten. De Duitse artillerie stond achter — oostelijk van — de Wageningse berg.
Het Duitse vuur was niet extreem zwaar maar het moreel van de Nederlandse troepen raakte toch flink aangeslagen, het gebruikelijke effect van zulke beschietingen. Vooral vanuit het Hoornwerk waar men geïsoleerd lag van de rest van de berg en de munitievoorraden tot een minimum geslonken waren doordat men de hele nacht op de Duitse posities had geschoten, hadden sommigen hun stellingen al verlaten. Het lukte de officieren niet de troepen in het gareel te krijgen. Een toevallig aanwezige ordonnans, J. Toelen, herstelde de orde weer, maar onmiddellijk na 12:40 werd het Hoornwerk door de SS, die het bastion vanwege de hoge wallen op korte afstand gedekt had kunnen naderen, bestormd. Na een kort maar hevig gevecht viel het bolwerk en de SS drong de berg op. De sector net ten westen van het Hoornwerk vormde echter een zwak punt in de Nederlandse verdediging. De 2e compagnie van I-8 RI, die ten noorden van de weg Wageningen-Rhenen lag, had twee secties in een diepere verdediging liggen; de 1e compagnie ten zuiden van de weg had daarvoor echter maar één sectie beschikbaar die ook nog eens boven de zuidelijke steile helling ingegraven was en met de rug naar het doorbraakpunt lag. De zuidkant van de weg werd voornamelijk gedekt door een diepere rij van drie gietstalen kazematten; die konden echter door hun hoge positie en dode hoeken eenvoudig omtrokken en buiten gevecht gesteld worden. Hierna rukte de vijand daar langzaam parallel aan de weg op, zonder veel weerstand te ondervinden, om daarna vanuit het zuiden de secties van de 2e compagnie in de flank aan te vallen en met een forse numerieke overmacht op te rollen. De Grebbeberg was niet geruimd en er ontstond nu een bosgevecht op korte afstand waar de automatische wapens van de SS'ers hun weer een beslissend voordeel gaven. Reserves op compagniesniveau om een tegenstoot uit te voeren ontbraken.
Tegen vier uur kregen de troepen in de Stoplijn in de gaten hoe kritiek de toestand was toen de eerste Duitse troepen voor hun linie verschenen. Wanhopig deed men vanuit die stelling met inderhaast verzamelde groepen infanterie een poging de vijandelijke opmars in de rug van de Frontlijn af te grendelen door vanuit de Stoplijn de vijand tegemoet te treden, waarvan men het aantal overigens te laag inschatte. Deze pogingen mislukten echter jammerlijk doordat men in een ouderwetse brede tirailleurslinie, een tactiek die al in het begin van de Eerste Wereldoorlog volkomen achterhaald bleek, de Duitse vuurposities te dicht naderde waardoor men op korte afstand door de automatische wapens werd neergemaaid. Een tegenstoot ten noorden van de weg werd persoonlijk aangevoerd door de commandant van II-8 RI, majoor Johan Henri Azon Jacometti, die zijn mannen moed ingesproken had met de woorden "We zullen ze er wel even uitgooien en er met de blanke klewang op ingaan!". Hij sneuvelde echter.
Om de Duitse opmars alsnog te stuiten hadden de Nederlanders twee mogelijkheden. De eerste was dat men voldoende versterkingen aanvoerde om de vijand tot staan te brengen of terug te dringen. Daarvoor werd opnieuw de divisiereserve van de 4e Divisie, het II-19 RI, ingezet. Dit bataljon werd bevolen de Stoplijn te doorschrijden om de troepen van de Frontlijn bij te staan. Hun gezamenlijke sterkte zou zo op zeven compagnies worden gebracht en het numerieke voordeel van de zes tirailleurscompagnies van de twee SS-bataljons grotendeels worden tenietgedaan. Deze simpele basismanoeuvre mislukte echter. Toen het bataljon van achteren de Stoplijn naderde werd het, net als de voorgaande nacht, door de nerveuze eigen troepen onder vuur genomen. De oververmoeide soldaten zochten gedemoraliseerd een goed heenkomen; een krachtige tegenaanval kwam niet meer op gang; wel voerden kleinere groepjes tot de schemering viel tegenstoten uit.
De tweede mogelijkheid was het concentreren van al het beschikbare artillerievuur op de concentratie van SS'ers ten westen van het Hoornwerk. Die waren nu erg kwetsbaar; kon men ze wat zwaardere verliezen toebrengen dan zou dat wellicht de hele Duitse doorbraak verijdelen want die was sterk afhankelijk van de gevechtskracht van het SS regiment.De ouderwetse en trage bevelstructuur van de Nederlandse artillerie bleek echter niet tot een dergelijke flexibele aanpassing aan de gevechtssituatie in staat. Door de onduidelijke informatie over de precieze positie van de vijand durfde men opnieuw het risico niet aan de eigen troepen te raken, waarvan men ook niet wist welke stellingen ze nog bezet hielden. De officiële richtlijnen schreven daarbij voor in zo'n situatie uiterste voorzichtigheid te betrachten. Sommige batterijcommandanten verlegden op eigen initiatief hun vuur maar een centrale aansturing bleef uit en deze kans het tij te keren ging onbenut voorbij. Wel werd met de vier mortieren korter op de Stoplijn op de Duitse indringers geschoten.

#### Wäckerles infiltratie van de Stoplijn
In de loop van de middag en vroege avond zuiverden de SS'ers de Grebbeberg tot aan de Stoplijn. Dat was een traag en moeizaam proces maar er werd door Von Tiedemann niet tot haast gemaand. Zonder al te zware verliezen was een penetratie tot stand gebracht in de vijandelijke hoofdweerstandsstelling en het 2e Bataljon had zich tijdens zijn vuurdoop goed gehouden. Er lag geen strak tijdschema voor de doorbraak van de Grebbelinie en er werd door de hogere Duitse bevelslagen geen druk uitgeoefend het tempo te verhogen; er was dus geen reden de zaak te gaan forceren. Een methodisch opdringen volstond. Tegen 20:00 was het veroverde gebied nog vrij beperkt: zo'n 700 meter diep tot aan de Stoplijn en een kilometer breed. Deze systematische opmars was eigenlijk in strijd met de officiële doctrine. Die schreef in dit soort gevallen de infiltratietactiek voor: kleine eenheden van stoottroepen moesten onafhankelijk opererend en gebruikmakend van zwakke plekken zo snel en diep als mogelijk was in de vijandelijke stellingen doordringen om de hele verdediging te laten instorten. De commandant van het 3e Bataljon, SS-Obersturmbannführer (rang equivalent aan luitenant-kolonel) Hilmar Wäckerle, een zeer daadkrachtig man die nog in de Eerste Wereldoorlog een officiersopleiding had gekregen, zag dat de Nederlandse verdediging bij de Stoplijn, verzwakt door de verliezen bij het uitvoeren van de eerdere tegenstoten, geen hechte indruk maakte en besloot dit te gaan uitbuiten, helemaal in lijn met zijn karakter — en met het karakter van elitestoottroep dat de Waffen-SS graag pretendeerde. Voor een dergelijk initiatief bood de Duitse traditie van de Auftragstaktik, het naar bevind van zaken handelen door ondergeschikten, alle ruimte. De directe aanleiding was dat het 3e Bataljon opdracht had gekregen zich te laten aflossen door een bataljon van het 322. Regiment van de 207.ID en hij dus dreigde gezichtsverlies te lijden; men had immers de Grebbelinie niet doorbroken. Wäckerle vond dat zijn eer te na en bedacht zijn doorbraakplan tegen de instructies van zijn superieuren in. Hij verzamelde zo veel mogelijk van zijn manschappen voor twee gelijktijdig uit te voeren doorbraakpogingen en een kleinere bindingsaanval ertussen. Zelf doorbrak hij met een 150 à 200 man langs de hoofdweg naar Rhenen in de schemering plotseling de Stoplijn; de tweede, zuidelijker uitgevoerde, doorbraak mislukte echter. Snel rukte Wäckerles troep op naar het westen, een enorme verwarring veroorzakend onder de Nederlandse verdedigers, tot men na anderhalve kilometer bij het spoorviaduct vastliep op de Ruglijn, in feite de van noord naar zuid lopende verdiepte spoorlijn waarvan de taluds met prikkeldraad ondoordringbaar waren gemaakt, versterkt met wat stukken loopgraaf.
Veel verdedigers van de eenheden in de Stoplijn in deze sector, bestaande uit twee compagnies, een van het 1e en een van 2e Bataljon van 8 RI, werd de gedachte dat men nu Duitse troepen zowel voor zich als in de rug had, te veel. Hun moreel brak en honderden namen de vlucht, vooral uit de eenheden rond de Grebbeweg. De Stoplijn had nu eenvoudig opgerold kunnen worden en daarmee zou de doorbraak een feit geweest zijn. Nu bleek echter het inherente nadeel van de tactiek van de snelle onverwachtse doorstoot: Wäckerles troep zelf kon voor het aanvallen van de Stoplijn niet meer gebruikt worden, juist omdat zij zo ver opgerukt was en door het snel gebruikmaken van een zich voordoende kans was er geen tijd geweest het optreden met andere Duitse eenheden te coördineren; het bataljon van 322. Regiment verdwaalde daarbij ook in het duister en zou het gevechtsterrein niet meteen bereiken. Er vonden dus geen ondersteunende Duitse aanvallen plaats en Wäckerles enige hoop was dat de Nederlandse verdediging verder spontaan ineen zou storten.

#### Aankomst Nederlandse reserves
In feite echter herstelde de situatie zich weer. Dit kwam voornamelijk doordat op operationeel niveau de verdediging in de diepte haar taak vervuld had en de eerste versterkingen al gearriveerd waren. Wäckerles doorbraak zelf was sterk vereenvoudigd door het toevallige aflossen van eenheden in de Stoplijn door de reserve van het IIe Legerkorps, III-11 RI. Het vergroten van het aantal soldaten in wat nu de voorste linie vormde, werd gehinderd door de geringe opvangcapaciteit van de Stoplijn die slechts uit een enkele loopgraaf bestond; de meeste aangekomen eenheden werden dus wat verder naar het westen in reserve gehouden. Aan de Ruglijn hadden delen van II-19 RI zich weer verzameld en ook was I-46 RI, de reserve van Brigade A, uit de Betuwe opgerukt naar die positie (één compagnie ervan maakte front aan de zuidelijke Rijnoever tegenover de berg) en van het noorden arriveerden delen van het 3e en 4e Regiment Huzaren. Vluchtende Nederlandse troepen werden bij het spoorviaduct zo veel mogelijk tegengehouden door een detachement met enkele machinegeweren van kapitein van de marechaussee G.J.W. Gelderman, die bij verschillende gelegenheden zelfs het vuur op ze liet openen waarbij enkele tientallen gedood werden. Op het moment dat de SS'ers zijn positie naderden, was Gelderman net bezig een honderdtal Nederlandse militairen te sommeren terug te gaan. Toen de SS het viaduct poogde te bestormen werd men door de groep van Gelderman onder vuur genomen; daardoor spatte de SS-stoottroep uit elkaar. Wäckerle besloot op dit punt niet verder op te rukken maar zich te verschansen in de gebouwen van de Stoomhamer, een timmerfabriek die vlak bij het spoor tussen de hoofdweg en de uiterwaarden van de Nederrijn gelegen was.
De bovengenoemde versterkingen waren door de Commandant Veldleger, luitenant-generaal Godfried van Voorst tot Voorst, bevolen als een eerste stabilisering van het front; hij besloot echter ook tot een krachtiger ingreep. Daartoe had hij echter weinig troepen ter beschikking. Van het opperbevel had hij niets te verwachten: de strategische reserve, het Ie Legerkorps en de Lichte Divisie, was immers in volle inzet tegen de luchtlandingstroepen in Holland. Hij kon dus slechts Brigade B inzetten, vijf bataljons sterk, die oorspronkelijk de hoofdweerstandslinie in het Land van Maas en Waal bezet hield maar door het terugtrekken uit Brabant van het IIIe Legerkorps naar de Lingestelling vrijgekomen was. Daarnaast waren nog twee losse bataljons beschikbaar: II-11 RI, de reserve van de 2e Divisie, en I-20 RI uit de reserve van het IVe Legerkorps. Het minst riskant zou het geweest zijn hiermee de nog steeds vrij kleine penetratie eenvoudigweg af te grendelen door snel de Stoplijn naar achteren uit te bouwen, de Ruglijn in een volwaardige stelling om te bouwen en een nieuwe derde stelling in te richten ten westen van Rhenen. De geniecapaciteit die hiertoe vereist was, ontbrak echter. Men had geen andere keus dan de Frontlijn weer te heroveren door een tegenaanval. Die werd voor de 4e Divisie ter plaatse uitgewerkt door een kapitein van de Generale Staf, A.H.J.L. Fiévez.
Volgens het plan dat Fiévez laat in de avond opstelde, moesten drie van de beschikbare zeven bataljons de troepen bij de Grebbeberg zelf in de Stoplijn en Ruglijn versterken; de vier andere zouden een flankaanval uitvoeren vanuit Achterberg, een dorpje ten noorden van Rhenen, in zuidoostelijke richting. Dit was niet alleen bedoeld om de Duitsers van de berg te drijven maar had ook een dringende zelfstandige betekenis; in de loop van de avond was de situatie ten noorden van de berg namelijk aanzienlijk verslechterd. Op dit punt draaide de Stoplijn scherp naar het westen terwijl de Frontlijn langs de Grift in noordoostelijke richting naar de inundaties liep. Zo was er hier een ruimte van wel twee kilometer tussen beide linies. Daarbinnen bevonden zich wel wat stellingen maar die waren naar het noorden gericht, van de berg af. In de loop van de avond begon het 2e SS-bataljon, de weg van de minste weerstand zoekend, in deze relatieve leegte door te stoten. Men rolde de weinige machinegeweeropstellingen hier van achteren op, rukte op tot aan de sector van de Stoplijn die weer naar het noordoosten liep, zo'n anderhalve kilometer diep en veroorzaakte hiermee zo'n onrust bij de noordelijker gelegen verdedigers van de Frontlijn dat die over een lengte van twee kilometers verlaten werd, bijna tot aan de inundaties. Twee dieper gelegen secties hielden, half omsingeld en van achteren aangevallen, tot in de ochtend stand, waarna ook zij opgerold werden. Het gebied van de penetratie was hiermee in oppervlakte verdrievoudigd. De Frontlijn werd nu alleen maar ten zuiden van de berg bezet, door een sectie in de bastions die aan de voet lagen van de steile helling die ontstaan was toen de Rijn door de morene van de Utrechtse Heuvelrug brak; deze eenheid zou zich pas bij de algehele capitulatie overgeven.

### 13 mei

#### Het falen van de tegenaanval door Brigade B
Von Tiedemann had het contact met Wäckerle op de berg verloren en de situatie daar was tamelijk verward terwijl aangenomen moest worden dat allerlei Nederlandse versterkingen zich er aan het opbouwen waren; aan de andere kant leek het of de verdediging ten noorden van de berg aan het ineenstorten was. Hij besloot dan ook in deze sector een tweede aanvalsas te openen die de Grebbelinie vanuit het zuiden moest oprollen en tegelijkertijd de flank van de zuidelijke aanvalsrichting kon dekken. Hij zette nu voor het eerst de 207. Infanteriedivision zelf in; echter niet om de nieuwe aanval uit te voeren maar om op de berg zelf op te dringen en systematisch de Stoplijn te zuiveren. Daarvoor moest een van de drie regimenten van de divisie, het 322e, frontaal in de aanval gaan met twee van haar bataljons, het 1e en 3e; het 2e Bataljon bleef in reserve. Slechts een minderheid van de divisie werd dus ingezet: Von Tiedemann moest ook nog de Nieuwe Waterlinie doorbreken en wilde daarvoor verse eenheden bewaren; daarbij was zijn 368e Regiment, dat de vorige dag nog betrokken was geweest bij een voortijdig afgebroken aanval bij De Klomp, de korpsreserve en stond dus niet tot zijn vrije beschikking; zijn 374e Regiment had op 10 mei haar 2e bataljon moeten afstaan aan de Gruppe Brückner die op 13 mei een (mislukte) aanval op de Betuwestelling uitvoerde. De aanval ten noorden van de berg werd dus toegewezen aan het SS-regiment, dat nu voor de derde achtereenvolgende dag een zware inspanning moest leveren. Door Wäckerles initiatief kon het 3e Bataljon niet ingezet worden; daarvan lag een belangrijk deel nog omsingeld bij de Ruglijn. Het was dus aan het 1e en 2e Bataljon om de opdracht uit te voeren om de Stoplijn ten noorden van de berg in de richting van Achterberg te doorbreken. Beide strijdmachten wilden dus op hetzelfde punt een aanval uitvoeren met als gevolg dat ze juist frontaal op elkaar zouden botsen in een ontmoetingsgevecht.
Beide partijen probeerden hun aanvallen zo goed mogelijk met indirect vuur te ondersteunen. Een verzocht bombardement door de RAF bleef uit; wel gingen de laatste vliegtuigen die de Luchtvaartafdeling nog als bombardementsvliegtuigen kon inzetten, vier totaal verouderde Fokker C-X's, tweemaal dapper in de aanval waarbij zij beide keren een dertigtal lichte bommen afwierpen. Bij de eerste aanval in de vroege morgen werden Duitse artillerieopstellingen bij Wageningen gebombardeerd; bij de tweede mitrailleerde men daarnaast ook troepen op de weg Wageningen - Rhenen. De aanvallen werden beschermd door de laatste operationele jachtvliegtuigen; alle toestellen bleven de vijand beschieten tot hun machinegeweermunitie op was. Het 10e Legerkorps had die dag ondersteuning door twee Gruppen Junkers Ju 87B: I en II van het Sturzkampfgeschwader 77 toegewezen gekregen. Dit weerspiegelde de toegenomen aandacht van het Duitse bevel voor de activiteiten van 10e Legerkorps: men vreesde dat de hoofdaanval bij Rotterdam weleens zou kunnen vastlopen en de oostelijke aanvalsas kon daarvoor een alternatief vormen. Door inzet van de legerkorpsartillerie konden nu ook de Nederlanders hun aanval met vijf afdelingen artillerie ondersteunen, maar het vuur daarvan lag, omdat men vreesde de eigen secties tussen de Frontlijn en de Stoplijn te raken, weer te diep, zodat het weinig effect had.
De Nederlandse aanval zou om 04:30 van start hebben moeten gaan maar door vertragingen kwam die pas tegen achten op gang. Brigade B had drie bataljons geleverd: I-29 RI, III-29 RI en II-24 RI; het vierde was I-20 RI. De voorbereiding was erg slecht geweest en het was de oververmoeide troepen (de brigade was zich al twee dagen te voet aan het verplaatsen) eigenlijk volstrekt onduidelijk wat nu precies hun opdracht en de ligging van het terrein was en welke vijandelijke tegenstand men kon verwachten. Zoals de hoge nummering van de regimenten al aangaf, waren het voornamelijk mannen van middelbare leeftijd die te lang geleden — en vrij slecht — getraind waren. Tot de best onderbouwde resultaten van militair-sociologisch onderzoek behoort het gegeven dat manschappen niet voor het vaderland vechten of voor een ideaal maar ter verdediging van de troep waartoe ze behoren; bij oudere mannen worden de daartoe noodzakelijke groepsbanden echter onvoldoende gevormd; hun loyaliteit ligt in de eerste plaats bij het eigen gezin. De stootkracht van eenheden met een te hoge gemiddelde leeftijd is dus gering en onder druk dreigen ze snel uiteen te vallen in een losse verzameling individuen waarin ieder voor zich het vege lijf probeert te redden. Brigade B nu zou onder zeer grote druk komen te staan.
Het begin van de opmars verliep nog zonder al te veel moeilijkheden, simpelweg omdat dit bestond uit het innemen van stellingen in de Stoplijn ten noorden van de berg en stukken van de iets naar het noordoosten gelegen Frontlijn die de dag tevoren overhaast verlaten waren, zonder dat de vijand die daarna bezet had. Toen men de Stoplijn wilde doorschrijden begonnen de problemen. Men verplaatste de voorste aanvalsgolf van Brigade B, bestaande uit vier compagnies, nu midden in het voorbereidende artilleriebombardement van het SS-regiment dat immers van plan was op hetzelfde punt de Stoplijn te gaan doorbreken. Het zou het beste geweest zijn die aanval verdedigend af te slaan. De leiding was zich echter niet bewust van de Duitse opzet en liet de troepen het voorveld ingaan. Er vielen zo tientallen doden en gewonden, zowel door het artillerievuur als vanwege het feit dat men recht in het vuur van machinegeweren oprukte die opgesteld waren om de Duitse opmars te ondersteunen. De verwarde en ordeloze Nederlandse troepen, die vaak hun directe commandanten waren kwijtgeraakt, staakten hun voortgaande beweging en begonnen na twaalven terug te vallen, vooral daar waar ze contact met de opdringende vijand hadden gemaakt. De terugtocht deed ook de tweede aanvalsgolf van twee compagnies wijken en men verliet op de meeste plaatsen de Stoplijn. Deze terugvallende beweging werd nog versterkt toen om half twee het gebied ten (noord)westen van de Grebbeberg doelwit was van een bombardement door 27 Stuka's. Die hadden het weliswaar niet speciaal op Brigade B gemunt — men richtte zich op de duidelijk zichtbare stellinglijnen van de Ruglijn en de Stoplijn ten noorden daarvan — en de fysieke schade viel nog mee, maar het psychologische effect was er niet minder om: de terugtocht sloeg om in een massale vlucht. In wilde paniek stroomden de manschappen onstuitbaar naar het westen en het sauve qui peut sleurde twee hele bataljons mee die nog geen gevechtscontact met de vijand hadden gemaakt: het in brigadereserve gehouden I-20 RI en III-19 RI dat de noordelijker stellingen bezet had gehouden, en ten dele front naar het zuiden had gemaakt. In feite betekende dit dat de hele verdediging van de 4e Divisie in elkaar gestort was: op de Grebbeberg zelf hadden de gebeurtenissen namelijk een al even catastrofale loop genomen.

#### De Stoplijn wordt doorbroken
Voor het gelukken van de Nederlandse tegenaanval was het een absolute voorwaarde dat zuidelijker de Stoplijn op de Grebbeberg gehouden zou worden, anders zou de aanval in de lucht komen hangen. Daartoe was het weer noodzakelijk die stelling met verse troepen te versterken maar hierin slaagde men maar gedeeltelijk. Door het blokkeren van het spoorviaduct van de weg Rhenen-Wageningen had Wäckerles stoottroep de communicatie zeer bemoeilijkt. Ten zuiden van de weg waren de vorige dag grote stukken loopgraaf volledig verlaten. Pas in de morgen van de dertiende werd dit duidelijk en toen bleek het te laat de linie daar op sterkte te brengen. Alleen I-24 RI was namelijk naar de Stoplijn zelf gezonden — en was daar, al op de avond van 12 mei aankomend, door artillerievuur en de doorbraak van Wäckerle verstrooid geraakt — de overige twee versterkende bataljons, II-11 RI en III-24 RI, werden achter de Ruglijn in reserve gehouden rond Rhenen. Fiévez, die geen duidelijk beeld had van de situatie bij de Stoplijn, had namelijk de Ruglijn als voornaamste grendelstelling aangemerkt. Die lijn werd door deze twee bataljons echter niet verder uitgebouwd.
De Stoplijn had op veel plaatsen geen echt geruimd voorveld; slechts zo'n vijftig meter diep was het bos gekapt om een vrij schootsveld te verkrijgen. Een doorbraak kon dus slechts voorkomen worden door een dichte opstelling — en iedere doorbraak zou fataal kunnen zijn want de lijn had geen diepte; een zoneverdediging erachter ontbrak. De stelling was letterlijk bedoeld als uiterste "stoplijn", slechts een uitvalsbasis om de vijand weer naar de Frontlijn te werpen. Ten noorden van de weg was die dichtheid ook aanwezig en zat de loopgraaf eigenlijk overvol met I-24 RI, III-11 RI en delen van de oorspronkelijke compagnie van II-8 RI. Na een inleidend artilleriebombardement gingen later in de morgen het 1e en 3e Bataljon van het 322. IR tot de aanval over. Deze eerste Duitse doorbraakpoging mislukte echter grotendeels, hoewel in de noordelijke sector enkele Duitse penetraties lukten. Niet alleen werd ten noorden van de weg de massa van het 1e Bataljon teruggeslagen door de overmacht aan Nederlandse troepen — zelfs ten zuiden van de weg kon het 3e Bataljon de eigen overmacht niet uitbuiten en viel terug. De reden van het falen was niet het ingrijpen van de Nederlandse artillerie waarvan het vuur opnieuw te diep lag om vooral de eigen eenheden niet te raken, maar de slechte training en onervarenheid van de Duitse troepen. Net als bij Brigade B bestonden die uit mannen van wat oudere leeftijd, slechts bewapend met een grendelgeweer, die hun vuurdoop slecht doorstonden. Men sloeg in paniek op de vlucht of bleef door doodsangst bevangen verlamd liggen. De Duitse aanvalsmethode had dit echter al ingecalculeerd en er was een tweede echelon, ofwel aanvalsgolf, om het na een hervat artilleriebombardement nogmaals te proberen. Deze tweede poging na het middaguur had succes. Ten noorden van de weg kwam dit ten dele door het inherente nadeel van een loopgraafstelling: de grote kwetsbaarheid voor artillerievuur. Juist de grote massa aan Nederlandse soldaten leidde tot hoge verliezen bij voltreffers en op den duur brak het moreel. Daarbij kon de tweede poging gebruikmaken van de eerdere penetraties en van hieruit de Nederlandse stellingen in zware gevechten omsingelen en oprollen. Ten zuiden van de weg nam een compagnie van het 3e SS-bataljon de aanval maar over en zuiverde daar de Stoplijn.
Er ontstond nu een bosgevecht met de terugvallende Nederlandse troepen dat zich concentreerde om de bataljons- en compagniescommandoposten, de enige stukjes die dieper nog versterkt waren. Na fel verzet werden die allen genomen. De commandant van I-8 RI, majoor Willem Pieter Landzaat, sneuvelde daarbij. Alleen de regimentscommandopost wist omsingeld stand te houden tot de volgende dag, waarna de met succes uitgebroken bezetting pas op de 15e hoorde van de capitulatie. De Duitse opmars verliep echter niet heel doortastend. Het nerveuze 322. Infanterieregiment deed er enkele uren over om het gebied tot aan de spoorlijn te zuiveren, hoewel daarvan nu ook het 2e Bataljon ingezet werd. Na 17:00 begon men zich weer terug te trekken om zich te hergroeperen voor een bestorming van de Ruglijn. Tot een aanval op die laatste opvangstelling zou het echter niet meer komen.

#### Algehele vlucht uit de Ruglijn
Rond Rhenen waren vrij veel Nederlandse troepen aanwezig; er lagen ongeveer vijf bataljons. Lang niet al die eenheden waren direct bij de Ruglijn aanwezig; de verdiepte spoorlijn werd door losse groepjes zonder veel samenhang bewaakt — soms delen van de bataljons, soms zelfstandige pelotons of compagnies — en de bevelstructuur in het gebied was voor de manschappen volkomen ondoorzichtig. De troepen waren vaak hun officieren kwijt en vermoeid en nerveus door het voortdurende storingsvuur van artilleriebeschietingen. Het commando in de sector was in handen gegeven van de commandant van het 4e Regiment Huzaren, de overste jonkheer De Marees van Swinderen. Over de situatie op de Grebbeberg was die niet geïnformeerd en hij zond dan ook geen versterkingen richting Stoplijn. In de loop van de dag besloot hij zelfs het merendeel van zijn cavalerie op Elst te laten terugtrekken om een mobiele reserve te hebben. Daardoor werd de samenhang nog minder. In de loop van de dag ontstond er een toenemende stroom van groepjes die het strijdtoneel in westelijke richting verlieten.
Wäckerle, die omsingeld met zijn SS'ers een onaangename nacht had doorgebracht in de fabrieksgebouwen ten oosten van het viaduct, besloot zich uit zijn benarde positie te bevrijden en alsnog over het spoorviaduct door te stoten. Hij deed twee pogingen en beide keren schond hij het oorlogsrecht: de eerste maal door Nederlandse krijgsgevangenen als menselijk schild voor zich uit te drijven, de tweede maal door een groep SS'ers in Nederlandse uniformen om te kleden. De marechausseegroep van kapitein Gelderman, die in principe iedereen neerschoot die de foute kant op bewoog, sloeg beide pogingen af; de tweede keer herkende men de SS'ers ook aan hun typische Duitse soldatenlaarzen die ze niet verwisseld hadden. Kort daarna werd het viaduct door de Nederlandse genie opgeblazen. Wäckerle zou, zelf door twee kogeltreffers zwaargewond, in de middag door een van zijn eigen compagnieën ontzet worden. Daarop trok het 3. Bataljon zich terug naar het oosten, waarna Wäckerle zich kon laten behandelen in Wageningen.
Om half twee trof hetzelfde bombardement van 27 duikbommenwerpers dat Brigade B op de vlucht had doen slaan ook delen van de Ruglijn, met dezelfde gevolgen: geringe fysieke schade (twee voltreffers zorgden voor acht doden) maar een totale ineenstorting van het moreel. In paniek sloegen de troepen massaal op de vlucht naar het westen. Kapitein Gelderman stelde rond 16:00 ietwat verbijsterd vast dat er in de geheele stelling nog slechts 15 man aanwezig waren, iedereen liep blijkbaar weg
Twee uur daarvoor had hij nog eten besteld voor 600 man. De wijkende troepen sleurden op hun aftocht de dieper gelegen reserves mee, het gerucht verbreidend dat er een officieel terugtochtbevel was. Het Nederlandse leger in de sector van de 4e Divisie was collectief tot de overtuiging gekomen dat het verslagen was en de enige redding lag in de aftocht. De enige belangrijke uitzondering vormde een compagnie van het 11e Grensbataljon, de laatste versterking die naar de berg gestuurd was; net naar Rhenen oprukkend toen de massavlucht op gang kwam, maakte het bataljon voor een deel weer rechtsomkeer maar één compagnie zette de opmars voort, overschreed in de avond de Ruglijn ter hoogte van het viaduct en wierp de vijand uit het spoorstation en De Stoomhamer.

## Gevolgen

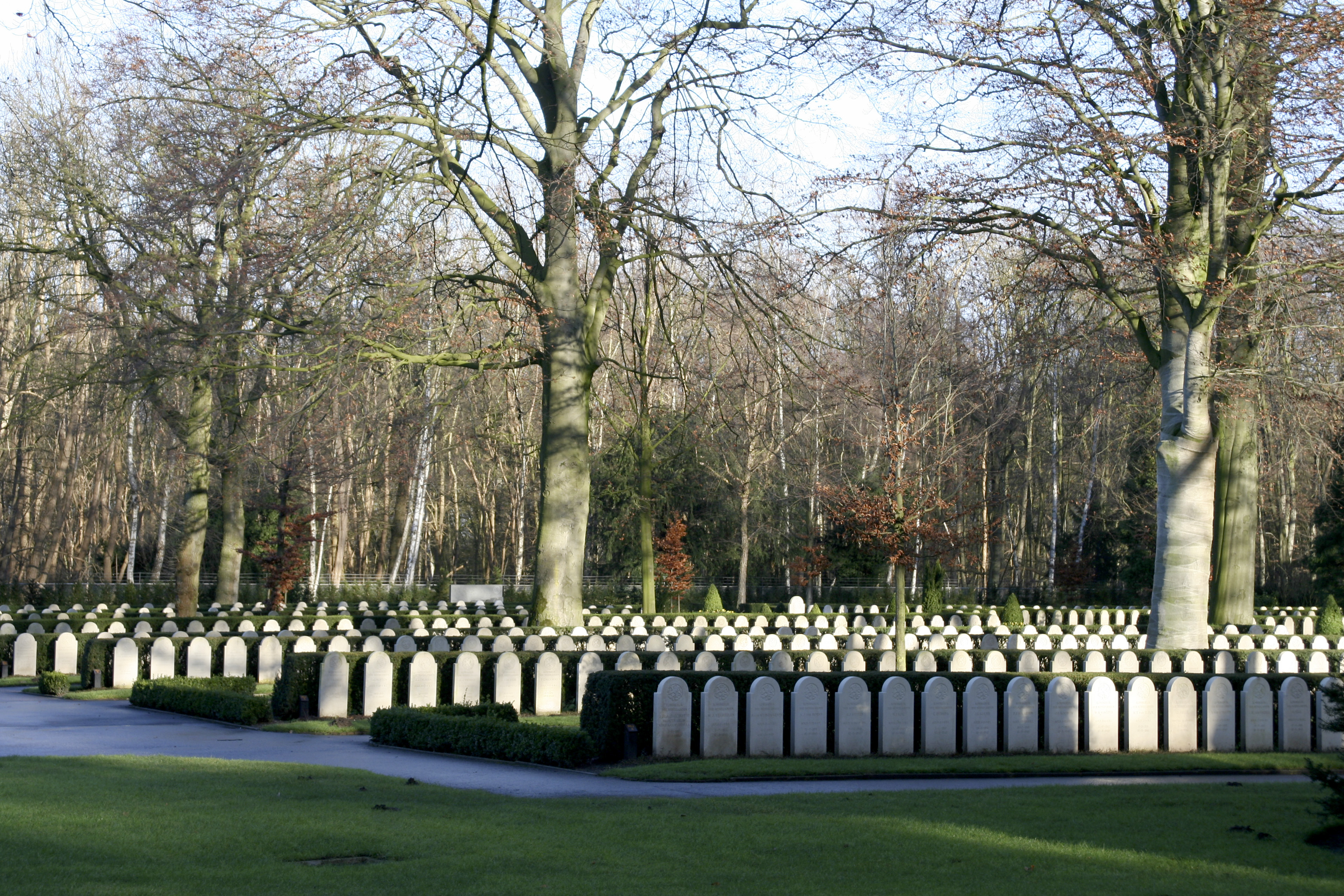
Militaire begraafplaats op de Grebbeberg

Geografisch bezien was de Duitse penetratie in de avond van 13 mei nog tamelijk beperkt: men was over een breedte van drie kilometer zo'n twee kilometer voorbij de Frontlijn opgerukt. Er was maar een klein deukje gemaakt in het totale systeem van de Grebbelinie, Betuwestelling en Lingestelling waarin zes divisies en twee brigades lagen. Op de avond van 12 mei al had baron van Voorst tot Voorst echter de voorbereidingsbevelen voor een algehele terugtocht uit die stellingen laten uitgaan. Een mogelijke doorbraak van een cordonstelling — die de Grebbelinie was — zou immers de hele linie in de rug bedreigen en bovendien de van bezetting ontblote Vesting Holland Oost in groot gevaar brengen. Zelfs bij een kleine doorbraak in de sector van de 4e Divisie wilde hij niet het risico nemen dat de overige vijf divisies het ontmoetingsgevecht zouden moeten aangaan, ook niet met een minderheid van maar twee Duitse divisies. Hij maakte zich geen illusies over het vermogen van het Nederlandse leger in een mobiele oorlogvoering in het open terrein met grotere eenheden te manoeuvreren. Het Veldleger zou in zo'n strijd uiteengeslagen en vernietigd worden.
In feite was de situatie veel ernstiger geworden dan men al vreesde: de hele 4e Divisie en Brigade B waren bezig uiteen te vallen. Harberts probeerde de troepen in de middag nog op te vangen bij Elst en divisiecommandant kolonel van Loon deed hetzelfde bij Amerongen maar de soldaten gehoorzaamden niet meer aan de bevelen; niets kon hun vlucht meer tegenhouden. Harberts' eigen moreel brak door deze ervaring en bevangen door een ondergangsstemming was hij niet meer in staat leiding te geven. Om 20:30 gaf Van Voorst tot Voorst het bevel tot een algeheel terugnemen van het Veldleger op het oostfront van de Vesting Holland. Bevreesd dat de Duitsers onmiddellijk deze situatie zouden trachten uit te buiten door een snelle doorstoot in de rug van de terugtrekkende troepen gaf de divisieartilleriecommandant bevel de divisieartillerie van de 4e Divisie onklaar te maken. Voor een dergelijk paniekbevel was echter geen objectieve rechtvaardiging te vinden. Pas laat in de avond werd het de 207. ID duidelijk dat de vijand verdwenen was. Weliswaar rukte een kleine SS-verkenningsgroep meteen naar het westen op, maar de enige grote eenheid die tot een snelle krachtige doorstoot in staat was, het gemotoriseerde SS-regiment, zou daarvoor eerst helemaal verzameld hebben moeten worden en verenigd met het vrachtwagenpark. In feite zouden alle Duitse troepen de 14e mei langzaam over een breed front naar het westen oprukken, het SS-regiment in twee gescheiden delen.
Het Oostfront Vesting Holland was maar een tamelijk zwakke stelling. Weliswaar was het open polderlandschap ideaal voor de verdediging, maar ten noorden van de Lek waren de inundaties nog niet volledig gesteld, er waren te weinig moderne kazematten en men had ook simpelweg te weinig veldversterkingen opgeworpen — ingraven was vanwege de hoge grondwaterstand onmogelijk — om het hele Veldleger te herbergen. Of de Slag om de Grebbeberg daarom ook het mislukken van de militaire verdediging naar het oosten toe impliceerde, zou echter nooit bekend worden, want opperbevelhebber Henri Winkelman capituleerde in de avond van 14 mei. De kritieke toestand van het Veldleger heeft aan zijn besluit zeker bijgedragen: nog voor het Bombardement van Rotterdam was dit een van de hoofdredenen geweest — naast de dreigende doorbraak bij Rotterdam — dat hij de strategische situatie van Nederland als hopeloos inschatte.
Voor de betrokken troepen zelf had de slag vaak de dood ten gevolge gehad. De SS-Standarte Der Führer verloor in de hele campagne tegen Nederland aan gesneuvelden zeven officieren en 111 manschappen van een lagere rang plus achttien vermisten, dus een totaal van 136. De 207. Infanteriedivision verloor zes officieren en 94 overigen, daarbij 23 vermisten voor een totaal van 123. De totale Duitse verliezen bij deze eenheden in de campagne tot 16 mei bedroegen dus 259, maar dit is inclusief de verliezen geleden bij het doorbreken van de IJssellinie op 10 mei waaronder een belangrijk aantal vermisten: getroffen soldaten van de stormploegen zonken door het gewicht van hun uitrusting naar de bodem van de rivier. Het is opvallend dat het 322. Infanterieregiment, dat maar één dag in actie is geweest, 71 man verloor.
Het Nederlandse leger verloor tijdens de strijd om de Grebbeberg volgens een telling van het Nederlands Instituut voor Militaire Historie achttien officieren, 344 manschappen van een lagere rang en twintig vermisten, voor een totaal van 382. De hoogste verliezen werden geleden door het 8e RI dat in de Voorpostenlinie en Frontlinie de strijd vrijwel alleen gevoerd had: 179 man. Gegeven dat dit de cijfers voor 11 tot en met 13 mei zijn, lagen de Nederlandse verliezen dus ruim anderhalf keer hoger dan de Duitse. Dit was voornamelijk te wijten aan de verschillen in effectiviteit tussen de Nederlandse en Duitse artillerie; artillerievuur was in de hele Tweede Wereldoorlog verreweg de belangrijkste oorzaak van het vallen van doden en gewonden. Op de militaire erebegraafplaats op de Grebbeberg liggen ongeveer achthonderd in de meidagen gesneuvelde Nederlandse militairen, waarvan er ongeveer 420 stierven bij de hele slag, inclusief de gevechten bij Achterberg.

## Oorzaken van de nederlaag
In populaire verslagen van de strijd om de Grebbeberg is het gebruikelijk om de nederlaag voor te stellen als de voorspelbare uitkomst van een Duits numeriek en technologisch overwicht met als conclusie dat het nog een hele prestatie van de Nederlandse verdedigers was dat men drie dagen lang dapper tegen die overmacht heeft standgehouden totdat men zich moegestreden bij het onvermijdelijke moest neerleggen. Het wetenschappelijk historisch onderzoek schetst echter een beeld dat op veel punten van dit standaardverhaal afwijkt.
Lokaal hadden de aanvallers inderdaad vaak een aanzienlijk overwicht; voor het geheel van de aangevallen sectoren was dat echter op 11 en 12 mei al minder. Daarbij werd die dagen steeds opnieuw alleen het SS-regiment van drie bataljons ingezet (waarvan twee bataljons tegelijkertijd), terwijl in dezelfde periode ongeveer vier Nederlandse bataljons in de strijd geworpen werden. Von Tiedemann versterkte op 13 mei het regiment met twee bataljons tot een totaal van vijf, maar er was tot op die datum aan versterkingen een dozijn Nederlandse bataljons aangerukt. In feite vielen die beslissende dag de vijf Duitse bataljons een gebied aan waar zich een totale Nederlandse strijdmacht met een tweevoudig numeriek overwicht bevond, als we rekening houden met het feit dat de Duitse bataljons groter waren. Daar de aanvaller, puur getalsmatig bekeken, minstens een drievoudig overwicht nodig heeft voor een geslaagd offensief, kan numerieke superioriteit alleen dus geen goede verklaring zijn voor de Duitse overwinning.
De verwijzing naar technologische superioriteit weerspiegelt het heersende beeld van het Deutsches Heer als een modern en volledig gemechaniseerd leger. In werkelijkheid was maar een kleine minderheid van de Duitse legereenheden van een belangrijk aantal pantservoertuigen voorzien; geen van die eenheden vocht aan de Grebbelinie. Tanks waren aan beide zijden afwezig en de weinige pantserwagens irrelevant. De meeste Duitse troepen waren voor beweging en bevoorrading afhankelijk van paardentractie en hun eigen loopvermogen. Alleen het SS-regiment was gemotoriseerd — en die motorisering speelde nauwelijks een rol in de strijd, want de brigade werd niet als een manoeuvre-eenheid gebruikt maar als pure stormtroep in een frontale aanval. Ook wat betreft de artillerie was er geen heel sterk Duits technologisch overwicht: bij het numerieke evenwicht aan geschut dat beide zijden konden inzetten, deed de technologische voorsprong de balans niet beslissend naar Duitse zijde overslaan.
Naast de materiële condities spelen ook de ideële een rol. De laatste betreffen op een hoger niveau de strategie en tactiek. Waar geen numerieke of technologische superioriteit bestaat, zal vaak een beter plan of strijdwijze de doorslag geven. Maar ook dit kan hier geen verklaring bieden voor het Duitse succes. De aanval op de Grebbeberg mag nauwelijks een strategische verrassing heten; het was een zeer voor de hand liggende locatie voor een doorbraakpoging. Bekijken we de gebeurtenissen wat meer gedetailleerd dan zijn de opeenvolgende deelaanvallen erg voorspelbaar te noemen. De Nederlanders werden nergens op het verkeerde been gezet. Van een erg geavanceerde Duitse tactiek in het kader van een bewegingsoorlog was dan ook geen sprake; de Duitse doorbraak was vrij ouderwets, traag en systematisch; en over het algemeen zonder de infiltratiepogingen die de Duitse doctrine eigenlijk voorschreef. Wäckerles doorstoot was de enige belangrijke uitzondering — en juist die leverde weinig op.
Er is echter nog een lager niveau van ideële omstandigheden: de organisatie, training en moreel van een strijdmacht. Het is daar waar volgens de meeste schrijvers de echte oorzaken van de Nederlandse nederlaag gevonden moeten worden.
Het Nederlandse leger was slecht getraind. Door de korte duur van de dienstplicht kon voor de oorlog aan de manschappen alleen een zeer elementaire opleiding gegeven worden en men had nagelaten om in de acht maanden na de mobilisatie van september 1939 die achterstand alsnog goed te maken. Iets grotere eenheden, boven het niveau van de compagnie, waren zelden geoefend om als geheel samen te werken. Zolang iedere groep slechts statisch de eigen stelling had te verdedigen, kwamen die tekorten nog niet zo aan het licht. Het was de vijand echter bijna altijd mogelijk door concentratie van zijn krachten lokaal een linie te doorbreken. Dan werden er veel hogere eisen gesteld aan de verdediger die reserves moest laten aanrukken om daarmee manoeuvrerend de doorbraak af te grendelen en met tegenstoten te reduceren. De manier waarop de Grebbelinie was ingericht, zonder directe dekkingsloopgraven achter de Frontlijn en Stoplijn, zonder geruimd terrein en zonder bunkers voor lokale reserves, vroeg om een uitstekende beheersing in het dirigeren van eenheden. Aan die vraag kon men niet voldoen: het Nederlands commando was niet bij machte tot een voldoende aansturing van dit proces.
In het Engelstalige militaire jargon van na de oorlog noemde men de deelprocessen waarin een militaire organisatie goed moest functioneren om haar operationele taak te kunnen vervullen de "C3I" (Command, Control, Communications and Intelligence). Op al die punten faalde de Nederlandse organisatie. Gespecialiseerde verkenning en observatie in het veld ontbrak veelal. Radioverbindingen waren meestal afwezig of anders onbetrouwbaar. De telefoonlijnen raakten gemakkelijk beschadigd door artilleriebeschietingen. Informatie bereikte de leiding niet of pas als ze al verouderd was. Zo begreep Harberts niet dat een heel SS-regiment de voorpostenstrook ingenomen had. Die leiding was zelf zwaar overwerkt doordat de staven te klein waren. Op 12 mei bijvoorbeeld was de 4e divisie niet in staat de tegenaanval door Brigade B op te zetten en moest het algemene hoofdkwartier om ondersteuning vragen; men zond toen één stafofficier. Snel en adequaat reageren op veranderende omstandigheden was daardoor heel moeilijk. Men raakte overbelast door de elkaar tegensprekende berichten en was niet in staat snel nieuwe plannen op te stellen. Erger nog was dat de lagere eenheden voor die plannen niet echt ontvankelijk waren; ze waren immers nooit geoefend in het snel omzetten van de noodzakelijk vage aanwijzingen in concrete en praktische opdrachten voor de troepen en in het efficiënt coördineren van de bevelen met andere eenheden. Die slechte organisatie bleef niet verborgen voor de manschappen en tastte het moreel aan.
Het grote aantal eenheden dat men uit alle richtingen naar de Grebbeberg had laten oprukken, hing als los zand aan elkaar. Compagnies raakten versplinterd, soldaten gescheiden van hun officieren. Met vaak geen andere opdracht dan het in reserve liggen, schreed hun verwarring voort totdat ze al in de ochtend van 13 mei welhaast spontaan uit elkaar begonnen te vallen. Wat op papier een sterke strijdmacht was, veranderde in een horde soldaten zonder enig verband, die in reactie op Duits storingsvuur de wijk begon te nemen naar het westen. Dit ontbindingsproces werd plots versneld en massaal gemaakt door het Stukabombardement in de middag.
Een aanwezig Wehrmacht-onderdeel dat wel degelijk een voor die tijd zeer moderne technologie bezat, was de Luftwaffe. Er was een vrijwel volledig Duits luchtoverwicht boven Nederland. Het bombardement in de middag van 13 mei bezegelde zelfs de uitkomst van de slag. Echter niet het fysieke effect op zich van dat bombardement gaf de doorslag. De Luftwaffe slaagde er niet in veel Nederlandse troepen te doden of verwonden of veel wapens uit te schakelen. Daarvoor was het aantal ingezette toestellen te klein. Op dezelfde middag dat de 27 Stuka's het Nederlandse leger op de vlucht joegen, brak een complete Luftflotte met meer dan duizend bombardementsvluchten het Franse front bij Sedan en besliste daarmee de hele campagne van mei 1940. Toch was ook bij dat allerzwaarste Duitse luchtbombardement van de Tweede Wereldoorlog het effect nog voornamelijk psychologisch. Een dermate zwaar bombardement heeft onveranderlijk tot resultaat dat het moreel breekt; de menselijke psyche kan dit niet verdragen. Het vrij lichte bombardement op de Grebbeberg had zo'n effect niet hoeven te hebben. Doordat de Nederlandse strijdmacht echter al wankelde, kon het de stoot zijn die de verdediging deed ineenstorten.

## Ereveld Grebbeberg

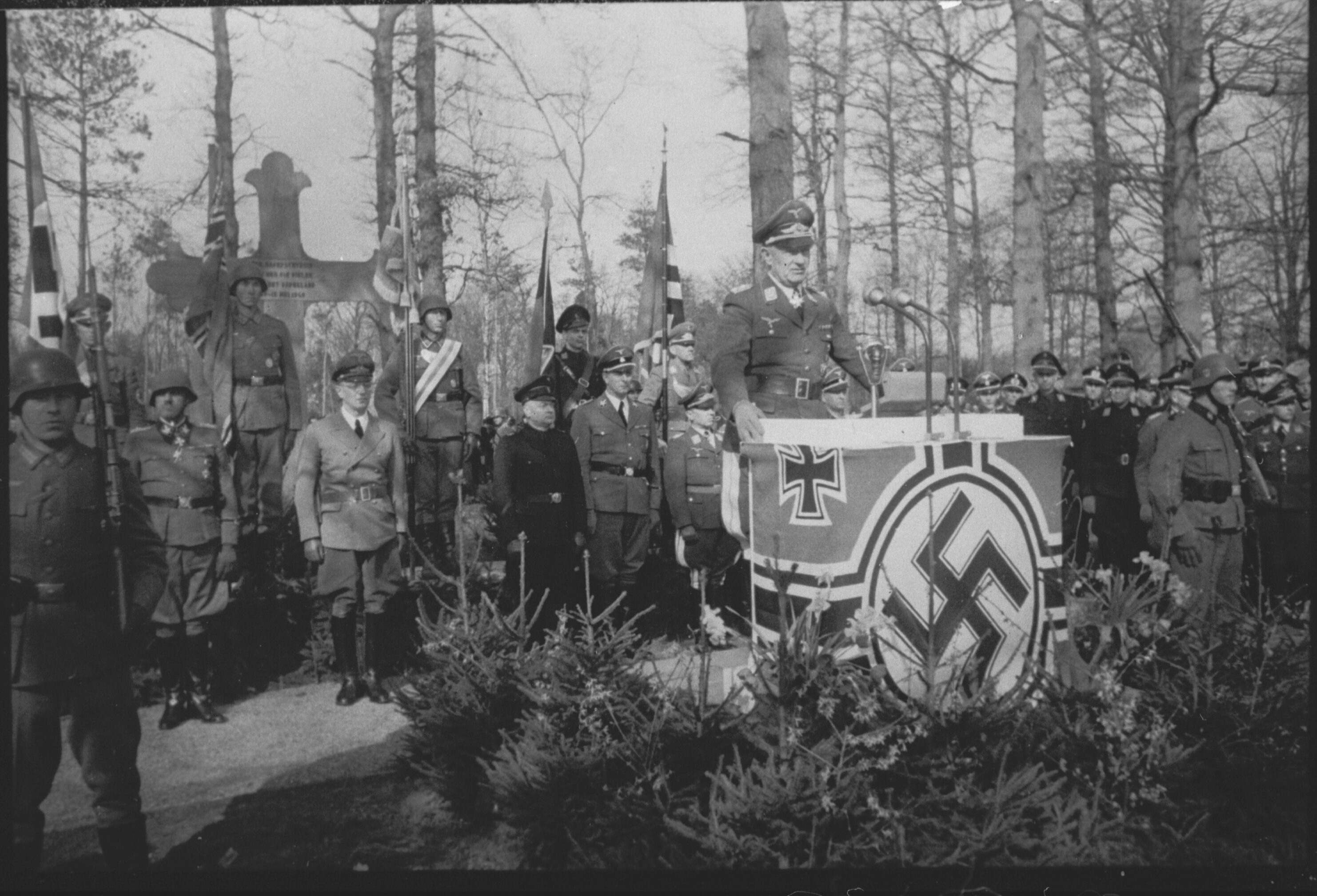
Herdenking van de Slag om de Grebbeberg op de Grebbeberg, door de NSB en de Wehrmacht op 21 maart 1943.

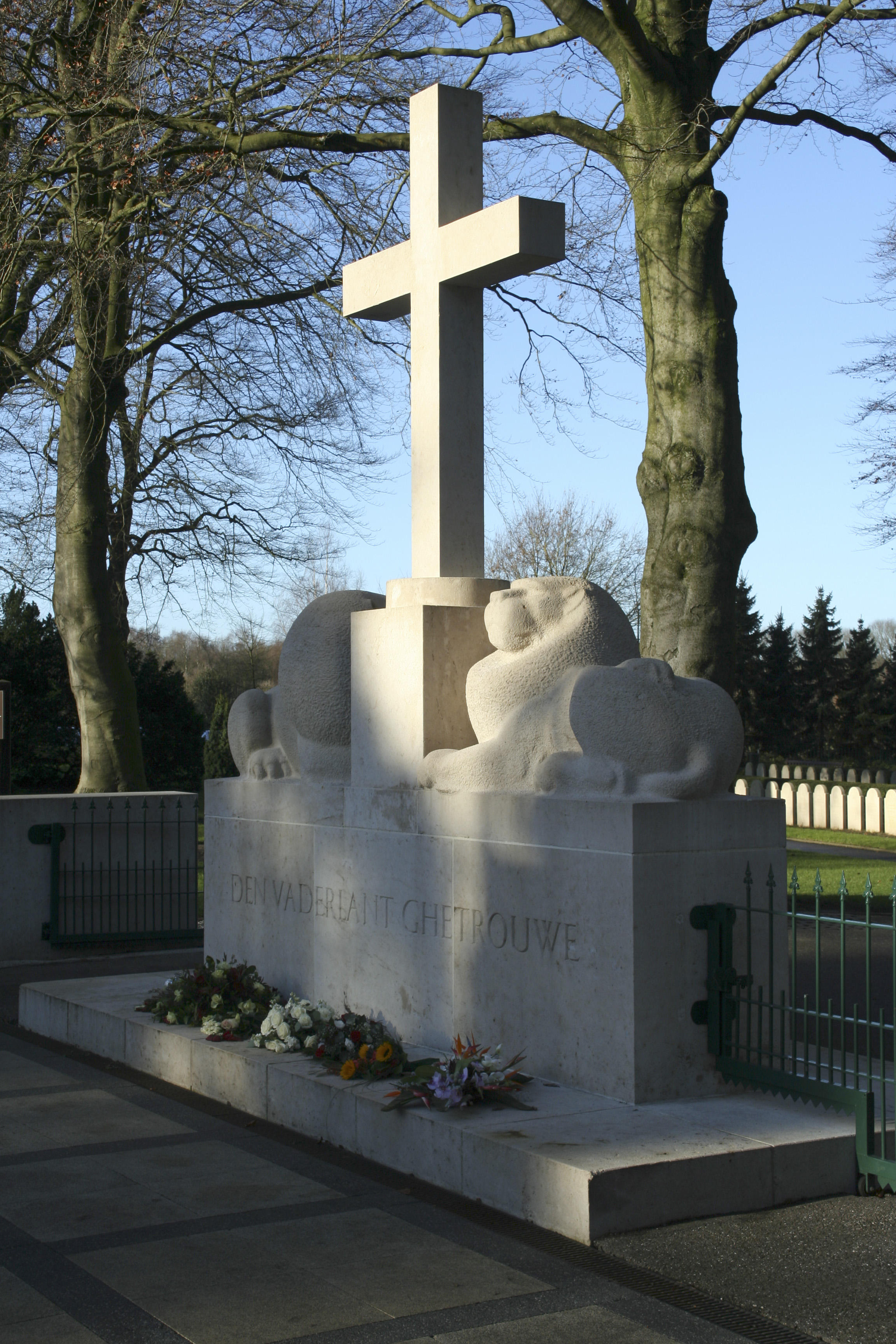
Herdenkingskruis op de Grebbeberg

Het Militair ereveld Grebbeberg is de laatste rustplaats van veel Nederlandse soldaten die in de meidagen van 1940 sneuvelden. Meer dan 400 soldaten die hier begraven liggen sneuvelden in de directe omgeving, bij de Slag bij de Grebbeberg. Sinds 1946 worden hier ook Nederlandse soldaten begraven die elders zijn gesneuveld. Het ereveld kent nu bijna 850 graven.
Het ereveld was de eerste officiële oorlogsbegraafplaats in Nederland. Na de overgave van Nederland werden hier Nederlandse en Duitse soldaten begraven. Na de oorlog werden de stoffelijke resten van de Duitse soldaten verplaatst naar de Duitse militaire begraafplaats in Ysselsteyn.
Tijdens de Slag om de Grebbeberg hebben zich zodanig onderscheiden dat zij een Militaire Willems-Orde kregen: G.J.W. Gelderman, W.F. Hennink, W.P. Landzaat, Gerard Migchelbrink en J.F.C. Toelen. Zij kregen hiervoor de Militaire Willems-Orde 4e Klasse.
Op het vaandel van het Regiment Infanterie Oranje Gelderland, dat de tradities van het 8e Regiment Infanterie voortzet, prijkt het vaandelopschrift Grebbeberg 1940.

## Voetnoten
1. ↑  Herman Amersfoort, Mei 1940, p. 112: "Zij paarden een overdreven elitebewustzijn en een sterke wil zich op het slagveld te bewijzen aan een gebrekkige militaire opleiding en een minimale gevechtservaring. Het waren angriffsfreudige, fysiek sterke en goed bewapende vrijwilligers die niet gehinderd werden door al te veel kennis van het gevecht."